# Hard Bargain
Hard Bargain  es el vigésimo tercer álbum de estudio de la cantante estadounidense Emmylou Harris, publicado por la compañía discográfica Nonesuch Records en junio de 2008. Con 17 000 copias vendidas en su primera semana, el álbum debutó en el puesto tres de la lista Top Country Albums de Billboard, la posición más alta para un disco de Harris desde el lanzamiento de Roses in the Snow en 1980. También alcanzó el puesto 18 en la lista Billboard 200, desplazando a Luxury Liner como su álbum más exitoso en esta lista. 
Las canciones de Hard Bargain fueron grabadas en cuatro semanas de agosto de 2010, según Harris. Solo contó con la participación de dos músicos, el productor Jay Joyce y Giles Reaves, además de la propia cantante. En diciembre de 2010 fueron filmados seis videoclips en Laughing House Studios de Nashville, dirigidos por Jack Spencer. Los videoclips fueron incluidos en el DVD de la edición deluxe del álbum.
La canción inicial, «The Road», es un homenaje a Gram Parsons, mentor musical de Harris que falleció en 1973, mientras que «Darlin' Kate» es un tributo a Kate McGarrigle, quien falleció a causa de un cáncer en 2010. Kate, al igual que su hermana Anna McGarrigle, colaboró con Emmylou en numerosas ocasiones desde la década de 1970.

## Lista de canciones
| N.º | Título                   | Escritor(es)          | Duración |  |
| 1.  | «The Road»               | Emmylou Harris        | 5:31     |  |
| 2.  | «Home Sweet Home»        | Harris                | 3:45     |  |
| 3.  | «My Name Is Emmett Till» | Harris                | 4:53     |  |
| 4.  | «Goodnight Old World»    | Harris, Will Jennings | 3:55     |  |
| 5.  | «New Orleans»            | Harris, Jennings      | 3:38     |  |
| 6.  | «Big Black Dog»          | Harris                | 3:26     |  |
| 7.  | «Lonely Girl»            | Harris                | 4:44     |  |
| 8.  | «Hard Bargain»           | Ron Sexsmith          | 3:23     |  |
| 9.  | «Six White Cadillacs»    | Harris, Jennings      | 3:22     |  |
| 10. | «The Ship on His Arm»    | Harris                | 4:46     |  |
| 11. | «Darlin' Kate»           | Harris                | 3:08     |  |
| 12. | «Nobody»                 | Harris                | 5:04     |  |
| 13. | «Cross Yourself»         | Jay Joyce             | 3:36     |  |

| Temas extra (edición de iTunes) |                                 |                                     |          |  |
| N.º                             | Título                          | Escritor(es)                        | Duración |  |
| 14.                             | «To Ohio» (with The Low Anthem) | Ben Knox Miller, Jeffrey Prystowsky | 3:27     |  |

| DVD (edición deluxe) |                                       |          |  |
| N.º                  | Título                                | Duración |  |
| 1.                   | «Six White Cadillacs» (video)         |          |  |
| 2.                   | «Goodnight Old World» (video)         |          |  |
| 3.                   | «Home Sweet Home» (video)             |          |  |
| 4.                   | «Darlin' Kate» (video)                |          |  |
| 5.                   | «Big Black Dog» (video)               |          |  |
| 6.                   | «The Road» (Acoustic Version) (video) |          |  |

## Personal
- Emmylou Harris – voz y guitarra acústica.
- Jay Joyce – guitarra, bajo, teclados, piano, onmichord, banjo y mandolina.
- Giles Reaves – batería, teclados, percusión, piano, órgano, vibráfono y marimbula.

## Posición en listas
| País              | Lista                  | Posición |
| ----------------- | ---------------------- | -------- |
| Alemania          | Media Control Charts   | 49       |
| Bélgica (Flandes) | Ultratop 200 Albums    | 39       |
| Bélgica (Valonia) | Ultratop 200 Albums    | 85       |
| Dinamarca         | Danish Albums Chart    | 27       |
| Estados Unidos    | Country Albums         | 3        |
| Estados Unidos    | Billboard 200          | 18       |
| Noruega           | Norwegian Albums Chart | 11       |
| Países Bajos      | Dutch Albums Chart     | 15       |
| Reino Unido       | UK Albums Chart        | 30       |
| Suecia            | Swedish Albums Chart   | 15       |
| Suiza             | Hitparade Albums Chart | 76       |